# The Batman/Superman Movie
The Batman/Superman Movie (Alternativtitel: „World's Finest“) ist ein animierter Trickfilm aus dem Jahr 1998, basierend auf den gleichnamigen Comicfiguren Batman und Superman, geschaffen von Bob Kane bzw. Jerry Siegel und Joe Shuster. Der Film bildet ein Crossover zwischen den damals aktuellen Batman- und Superman-Zeichentrickserien. Der Film wurde ursprünglich 1996 als dreiteiliges Spezial in der zweiten Staffel der Superman-Zeichentrickserie ausgestrahlt. Erst später wurden die Folgen als Film zusammengestellt.

## Handlung
In einem Antiquitätengeschäft in Gotham City wird ein chinesischer Drache aus Jade gestohlen. Der Besitzer des Ladens windet sich vor Lachkrämpfen, die Handschrift des Jokers. Als Batman einen Splitter der Drachenskulptur analysiert, weiß er, was hinter dem Motiv des Jokers steckt, denn der Drache besteht nicht aus Jade, sondern aus purem Kryptonit.
Der Joker geht in Metropolis eine Allianz mit Lex Luthor ein; für eine Milliarde Dollar will er Superman töten.
Inzwischen ist auch Bruce Wayne in Supermans Stadt eingetroffen, der ein großes Geschäft mit Luthor abschließen will. Im Zuge des Medienrummels, den die Verhandlungen über neuartige Lastenroboter für die Schwerindustrie auslösen, lernt Wayne das Reporterteam Clark Kent und Lois Lane kennen. Zwischen Bruce und Lois funkt es, sehr zu Clarks Verdruss, auf Anhieb, und er lädt sie zu einem Abendessen ein, das durch einen Auftritt des Jokers empfindlich gestört wird.
Bei ihren Ermittlungen stoßen Batman und Superman unweigerlich aufeinander. Der Mann aus Stahl ist alles andere als begeistert, von dieser düsteren Konkurrenz. Mit seinem Röntgenblick erkennt er Bruce Wayne als den Mann hinter der Maske. Dieser zeigt ihm den Kryptonit-Splitter und erklärt, dass der Joker über einen ungleich größeren Vorrat verfügt. Später am Abend schlüpft Superman in seine Identität als Clark Kent, dabei bemerkt er eine Wanze an seinem Cape, Batman hat ihm nachspioniert und auch seine zweite Identität ausgeforscht, womit sie wieder gleichauf sind.
Inzwischen wurde Lois vom Joker entführt und in einer von Luthors Fabrikanlagen gefangengehalten. Superman eilt zu ihrer Befreiung und unterliegt beinahe der Strahlung von Jokers Kryptonit. Im letzten Moment kann Batman ihn und Lois retten, die Fabrik jedoch wird in Schutt und Asche gelegt.
Luthor, der nach diesen Vorfällen von Reportern regelrecht belagert wird, ist es enorm unangenehm so sehr mit dem Joker in Verbindung gebracht zu werden. Er erkennt, dass der Clownprinz des Verbrechens zu unberechenbar ist, als dass man mit ihm zusammenarbeiten könnte und will den Deal auflösen. Der Joker kann ihn jedoch überzeugen, ihm noch eine letzte Chance zu geben.
Während Superman durch eine sinkende Yacht abgelenkt ist, lockt der Joker Batman in eine Falle. Die großen Lastenroboter wurden zu Killermaschinen umprogrammiert und sind nun hinter dem dunklen Ritter her. Batman gerät auf seiner Flucht in das Gebäude des Daily Planet, wo Lois sich gerade aufhält. Diesmal ist es an Superman, die Situation zu retten. Doch während des Kampfes rutscht Batman das Cape vom Gesicht und Lois erkennt Bruce Wayne.
Nun hat Luthor restlos genug von den Eskapaden des Jokers und will die Partnerschaft endgültig auflösen. Er hat allerdings die Rechnung ohne den Wahnsinnigen gemacht, der ihn kurzerhand als Geisel nimmt und nun mit Luthors neuestem Model eines Kampffliegers, dem Lexwing, ganz Metropolis dem Erdboden gleichmachen will. Doch dank Batmans und Supermans gemeinsamen Eingreifen kann der Plan des Jokers vereitelt werden. Luthor und Jokers „Spielgefährtin“ Harley Quinn können evakuiert werden und der Joker selbst findet allem Anschein nach sein Ende im brennenden Wrack des Lexwings, das ins Meer stürzt.
So nimmt das Abenteuer für fast alle ein gutes Ende: Lex Luthor konnte, indem der Joker ihn als Geisel genommen hatte, vor den Medien seinen Namen reinwaschen, Harley Quinn befindet sich in Polizeigewahrsam und wartet auf ihre Überstellung nach Gotham City; laut der Nachrichtensprecherin wurde die Leiche des Jokers bisher nicht gefunden, was auf ein Wiedersehen mit dem Harlekin des Hasses hindeutet und auch Bruce Wayne kehrt – mit dem Wissen, einen neuen Verbündeten zu haben, der sein Geheimnis zu bewahren versteht – zurück nach Hause.

## Sonstiges
Der englische Original-Episodentitel, World's Finest, bezieht sich auf den Namen der von 1941 bis 1986 publizierten Comicserie World’s Finest Comics, in der verschiedene DC-Superhelden als Team auftraten, vorwiegend Batman und Superman.